# Hlincová Hora
Hlincová Hora es una localidad situada en el distrito de České Budějovice, en la región de Bohemia Meridional, República Checa. Tiene una población estimada, a principios de 2022, de 460 habitantes.
Está ubicada en el centro-sur de la región, en la zona de la selva de Bohemia, a poca distancia al sur de la ciudad de Praga, de la orilla del río Moldava —el más largo del país, afluente del río Elba— y de la frontera con Austria.